# Рибна паста

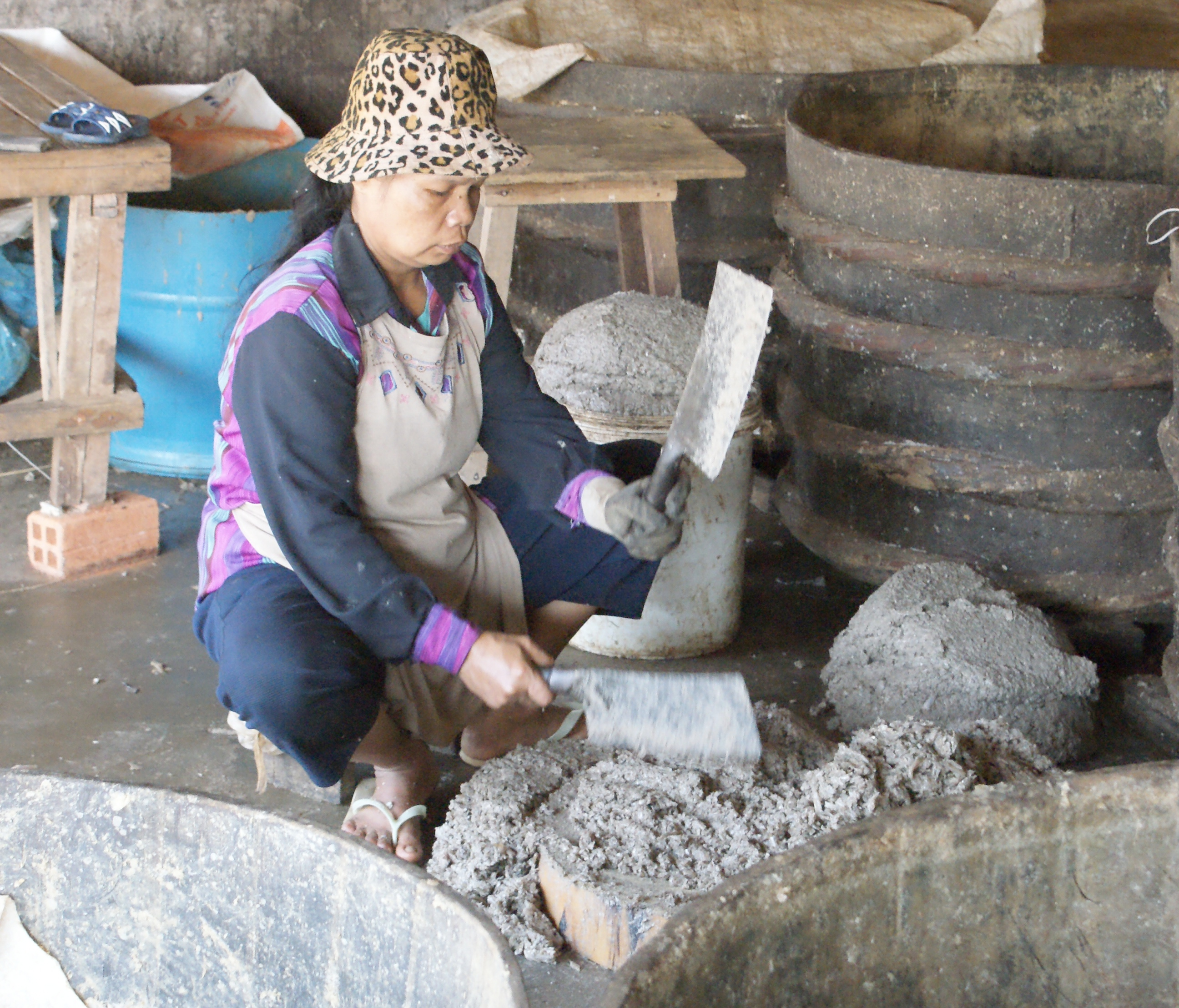
Приготування рибної пасти в Камбоджі

Рибна паста — це риба, яка зазнала хімічного руйнування в процесі ферментації до консистенції м'якого вершкового пюре або пасти. Як альтернатива це стосується приготовленої риби, яка була фізично подрібнена шляхом розтирання, подрібнення, пресування, шаткування, змішування та/або просіювання, поки вона не досягне консистенції пасти. Цей термін може застосовуватися також до паст з молюсків, таких як креветкова паста або крабова паста.
Рибна паста використовується як смакова добавка або приправа для надання аромату їжі, або, в деяких випадках, для доповнення страви. Як правило, рибна паста перетворюється на густий насичений концентрат, який зазвичай готують протягом тривалого часу. Його можна порівняти з рибним соусом, який схожий на рибну пасту, за винятком того, що він не готується так довго та являє собою густу рідину, а не концентровану пасту, і може включати приправи та інші ароматизатори.

## Історія
«Збереження морських продуктів має велике значення для прибережної бідноти. Консервовані рибні продукти забезпечують достатню кількість білка у періоди низького лову. Рибалки використовують свій рясний улов дрібної риби для приготування ферментованої рибної пасти і копченої риби за допомогою членів сім'ї.»

## Традиційні пасти
| Процес             | Назва              | Зображення | Походження                                 | Опис |
| ------------------ | ------------------ | ---------- | ------------------------------------------ | --- |
| Ферментований      | Aligue             |            | Філіппіни                                  | Ферментована паста, яку отримують із солоної ікри та aligue (червоний або помаранчевий крабовий «жир») річкового плавучого краба або азійського прибережного краба (talangka), обсмажених у часнику та консервованих у олії. Він традиційно продається в пляшках, його можна їсти з білим рисом, використовувати як приправу або інгредієнт у різних стравах з морепродуктів. |
| Ферментований      | Bagoong            |            | Філіппіни                                  | Клас приправ на Філіппінах, приготовлених із солоної та ферментованої риби, крилю, креветок або інших морепродуктів. Надлишки рідини, отримані в результаті процесу, також використовуються для приготування рибного соусу, званого patís. Також відомий під іншими назвами залежно від інгредієнтів, що використовуються. |
| Ферментований      | Balao-balao        |            | Філіппіни                                  | Філіппінська страва, що складається з вареного рису і цілих сирих креветок, зброджених із сіллю і angkak (червоним дріжджовим рисом). Залежно від вмісту солі його ферментують від кількох днів до кількох тижнів. Його можна їсти як з рисом, так і використовувати як соус для смажених страв. |
| Ферментований      | Гарум              |            | Стародавня Греція Стародавній Рим Візантія | Гостра паста, яку готують шляхом подрібнення ікри та печінки різних риб, таких як скумбрія, тунець і вугор, та подальшої ферментації в росолі. Найбільшої популярності він досяг у римському світі, де був одночасно основним продуктом харчування та розкішшю для багатих. Після того, як рідкий гарум вичерпувався з верхньої частини суміші, залишки риби, звані allec, використовувалися найбіднішими верствами населення для надання смаку своїй основній каші. Серед багатіїв найкращий гарум коштував надзвичайно дорого. |
| Ферментований      | Ngapi              |            | М'янма                                     | Ngapi, літ. "пресована риба", - це загальний термін для гострих паст, приготовлених з риби або креветок. Його зазвичай готують із ферментованої солоної риби або креветок, які потім сушать на сонці. Нгапі — основний інгредієнт нижньобірманської кухні, що використовується як приправа та добавка до більшості страв. Сирий нгапі не призначений для безпосереднього вживання в їжу. |
| Ферментований      | Padaek             |            | Лаос                                       | Виготовляється з маринованої або ферментованої риби, що зазнала в'ялення. Також відомий як Лаоський рибний соус, це густий, приправлений рибний соус, який часто містить шматочки риби в ньому. Ферментація займає багато часу, надаючи падаеку насичений аромат, схожий на вишукані сири, такі як Епуас. На відміну від інших варіантів рибного соусу в Південно-Східній Азії, падаек виробляється з прісноводної риби через відсутність виходу до моря в регіоні, де він виник. |
| Ферментований      | Petis ikan         |            | Індонезія                                  | Паста із солоної темної риби |
| Ферментований      | Prahok             |            | Камбоджа                                   | Зазвичай зроблений з подрібненої, солоної і ферментованої мулистої риби, прахок виник як спосіб збереження риби протягом довгих місяців, коли свіжої риби не було вдосталь. Через свою солоність та сильний смак він використовувався як доповнення до багатьох страв, таких як супи. Прахок має сильний і виразний запах, за що й отримав прізвисько камбоджійського сиру. Прахок зазвичай їдять з рисом у сільській місцевості або в бідних регіонах. |
| Ферментований      | Креветкова паста   |            | Південно-Східна Азія                       | Виготовляється з ферментованих подрібнених креветок, висушених на сонці і нарізаних на прямокутні блоки розміром з кулак, або продаються великим обєємом. Важливий інгредієнт багатьох карі та соусів. Креветкову пасту можна знайти в багатьох стравах Південно-Східної Азії, часто як інгредієнт у соусі з риби або овочів. |
| Фізично оброблений | Anchovette         |            | Англія                                     | Основним інгредієнтом є рибна суміш із сардин, скумбрій та анчоусів у різних пропорціях, решта - вода, сіль тощо. Він містить від 82 до 90 відсотків риби, його їдять з теплими тостами, закусками та бутербродами. Anchovette — це один із продуктів, що продаються на міжнародному рівні компаніями, які незалежно працюють під брендом Peck’s. |
| Фізично оброблений | Gentleman’s Relish |            | Англія                                     | Gentleman’s Relish, різновид пасти з анчоусів, також відомий як Patum Peperium, була створена в 1828 році англійцем на ім'я Джон Осборн. Вона містить анчоуси (мінімум 60%), вершкове масло, зелень та спеції. Сьогодні секретний рецепт ховається від усіх, окрім одного співробітника, ліцензованим виробником Elsenham Quality Foods. Традиційно їдять тонко намазаними на шматочки з намащених маслом тостів з білого хліба, або самі по собі, або з огірком, або з паростками «гірчиці». Лососева паста Шипхема - ще одна британська рибна паста, що давно зарекомендувала себе, широко поширені й інші різновиди, в тому числі анчоуси, креветки і лосось (на основі копченого оселедця). Британські рибні пасти зазвичай використовуються як спред усередині бутербродів з білим хлібом, які їдять на обід або у складі післяобіднього чаю, легкої їжі, що споживається близько 3 або 4 годин дня і складається з різних чвертей бутербродів, невеликих тістечок і булочок, що подаються з гарячим китайським, чи індійським чаєм. Подібні рибні пасти, у тому числі анчоветта, лосось та омар, досі продаються в австралійських супермаркетах і були основним продуктом для шкільних обідів дітей та сендвічів, привезених із дому у 1950-х та 1960-х роках. В Австралії аналогічні суміші на основі м'яса з куркою та шинкою, а також фаршировані (шинка з перцем) досі виробляються компанією Peck's, яка розпочала виробництво у 1904 році. |
| Фізично оброблений | Jakoten            |            | Японія                                     | Готують із дрібної білої риби, спійманої поблизу, яку подрібнюють та змішують у пасту з приправою, а потім смажать. У риб видаляються голови, нутрощі та луска. Потім подрібнюються частини, що залишилися, включаючи кістки. Додається приправа і рибний фарш розтирається в пасту. Потім вона формується у прямокутні котлети за допомогою дерев'яної рами. Котлети обсмажують кілька хвилин, доки вони не стануть коричневого кольору. Використовується в Японії з періоду Едо. |
| Фізично оброблений | Камабоко           |            | Японія                                     | Виготовляється з протертого білого рибного пюре, у поєднанні з такими добавками, як MSG, перетворюється на характерні буханці, а потім готується на парі до повної готовності та твердості. Приготовлені на парі буханці нарізають і подають без підігріву з різними соусами для макання або нарізають і додають в гарячі супи або страви з локшини. Зазвичай продається у вигляді напівциліндричних буханців. Деякі камабоко включають художні візерунки. Червоний та білий камабоко зазвичай подають на святкових трапезах, оскільки вважається, що червоне та біле приносять удачу. Виготовляється із 14 століття. |
| Фізично оброблений | Pissalat           |            | Франція                                    | Назва походить від слова "peis salat" на мові Niçard, що означає "солона риба". Його готують з пюре з анчоусів, приправленого гвоздикою, тим'яном, лавровим листом і чорним перцем, змішаним з оливковою олією. Використовується для надання смаку закускам, рибі, м'ясному асорті та місцевій фірмовій страві pissaladière. |
| Фізично оброблений | Poacher’s Relish   |            | Англія                                     | Гострий соус, приготований з копченим лососем і лимонною цедрою. Зроблено тим же виробником, що і Gentlemen's Relish, його зазвичай їдять з тостами, крекерами або млинцями. |
| Фізично оброблений | Pudpod             |            | Філіппіни                                  | Пласка котлета з товченої риби, яку потім коптять. Зазвичай готують з анчоусів, але також можна приготувати з більшої риби, такої як тунець або акула. |
| Фізично оброблений | Сурімі             |            | Япония Китай Східна Азія                   | Буквально фарш. Зазвичай його готують з білої риби, такої як сайда або хек, подрібнюють до густої пасти і готують доти, доки вона не стане щільною і твердою. Цей термін також може застосовуватися до аналогічних харчових продуктів з м'яса, таких як курка та свинина. Сурімі широко використовується в азійських культурах і доступний у багатьох формах та фактурах. Сурімі — популярний інгредієнт у тушкованому м'ясі, супах, печенях і навіть у фритюрі та його їдять як закуску. Його часто обробляють, щоб імітувати текстуру та колір м'яса омарів, крабів та інших молюсків. Найпоширенішим продуктом сурімі на західному ринку є крабові палички, проте рибні кульки та рибні котлети із сурімі також поширені у звичайних та азійських супермаркетах у великих містах. Процес приготування сурімі був розроблений у багатьох регіонах Східної Азії протягом декількох століть, хоча точна історія і походження цього продукту невідомі. У Китаї з цієї їжі робили рибні кульки і як інгредієнти густого супу під назвою Geng. У Японії з нього роблять камабоко, рибну ковбасу, або в'ялені продукти сурімі. Наразі 2-3 мільйони тонн риби, що становить 2-3 відсотки світових запасів риби, використовується для виробництва сурімі та продуктів на основі сурімі, часто несортованих при прилові. |

## Див також
- Рибний соус
- Список рибних соусів
- Соус муслін